# آتریبالدا
آتریبالدا هي بلدة إيطالية تقع في مقاطعة أفيلينو في إقليم كامبانيا جنوب إيطاليا.